# Aleksej Aleksandrovič Korenev
Aleksej Aleksandrovič Korenev (Mosca, 2 maggio 1927 – Mosca, 26 febbraio 1995) è stato un regista sovietico.

## Filmografia parziale

### Regista
- Urok literatury (1968)
- Adam i Cheva (1969)
- Lovuška dlja odinokogo mužčiny (1990)